# Hylaeus sculptus
Hylaeus sculptus är en biart som först beskrevs av Cockerell 1911.  Hylaeus sculptus ingår i släktet citronbin, och familjen korttungebin. Inga underarter finns listade i Catalogue of Life.

## Bildgalleri

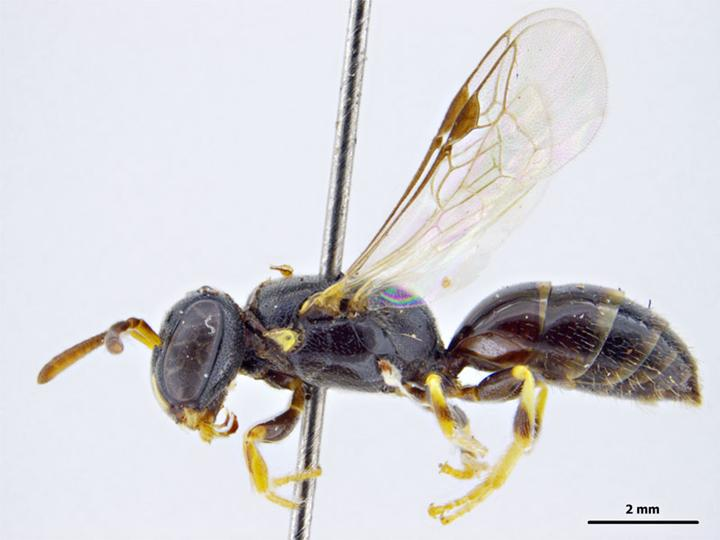